# Isaac Jennings

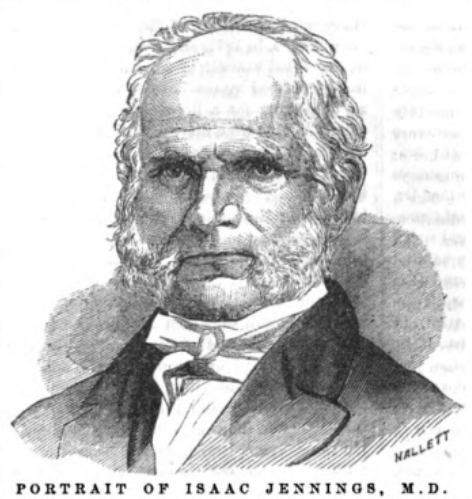
Ritratto di Isaac Jennings

Isaac Jennings (Fairfield, 17 novembre 1788 – Oberlin, 13 marzo 1874) è stato un medico, considerato tradizionalmente il precursore dell'igiene naturale e quindi il primo a creare la rottura con il sistema medico convenzionale.

## Biografia
Il suo insegnante fu il professore Eli Ives all'università di Yale, dove Jennings si laurea in medicina.
Nel 1815, durante un'epidemia, Jennings si trovò nella condizione di non poter prescrivere alcun farmaco, così Jennings disse alle persone che accusavano la sintomatologia di andare a casa, bere molti liquidi e riposare.
Nel 1822 inizia a sviluppare la sua teoria sull'ortopatia, in conseguenza della sua esperienza acquisita nel corso di diversi anni di pratica medica.
Shelton, nella sua "Storia dell'igiene naturale", lo considerava come uno che:
Contemporaneo di Trall e Sylvester Graham, nel 1839 Isaac Jennings arriva ad Oberlin con l'intenzione di fare il medico igienista, ma gli successe invece di ritrovarsi a fare il sindaco della cittadina e l'amministratore del suo college. Fu amico intimo di William Andrus Alcott e per anni frequenterà il prof. Charles Grandison Finney, di Oberlin, un famoso teologo avventista del tempo, che influenzerà la sua opera dandogli un tono forse un po' troppo teologico.
Jennings muore a Oberlin nel 1875 all'età di 86 anni.

## Ortopatia
Nella teoria universale di Jenning, ortopatia significa azione corretta o giusta o esatta sofferenza, vale a dire che la malattia non è altro che l'azione appropriata del corpo funzionante nel rispetto delle leggi naturali e sempre in condizioni regolari.
Della sua visione olistica dell'uomo e della sua natura, Jennings riporta la seguente suddivisione delle leggi vitali della natura:
1. Legge dell'azione (esercizio)
2. Legge del riposo (riposo, sonno)
3. Legge dell'economia (amministrare l'energia vitale)
4. Legge di distribuzione (rifornire ogni parte del corpo di energia vitale)
5. Legge di accomodamento (adattamento ai veleni, farmaci, ecc.)
6. Legge di stimolazione (suonare l'allarme per il pericolo)
7. Legge di limitazione (prevenzione dai rifiuti dell'energia vitale da parte della natura)
8. Legge di equilibrio (rivitalizzazione delle parti deboli)[2]

Scrive Jennings:
Come possibili cause di questo esaurimento di energie vitali, Jennings menziona l'eccessivo sforzo, errori dietetici, tè, caffè e alcool, eccessi sessuali, insufficiente riposo e sonno, tensioni emotive e stress, ecc... Jenning, comunque, accetta l'uso del latte nella dieta, ma non del formaggio e burro che considera, in qualche modo, velenosi.
Ai suoi tempi, ogni forma di medicamento che non consisteva nella somministrazione di farmaci potenti e purganti violenti era conosciuto come il trattamento del "let alone" (lasciarlo solo). o del "fare niente in modo intelligente", il "rimedio" preferito da Jennings.
Jennings fu probabilmente uno dei primi medici a impiegare placebo su scala estesa. Per 20 anni diede pillole di pane, acqua colorata e altre preparazioni medicinali e al contempo buoni consigli igienici. Il suo successo fu incredibile e la gente lo cercava ovunque. Alla fine, dopo 15 anni di placebo, la sua coscienza ebbe la meglio e annunciò, fra lo stupore generale di amici e pazienti, che egli non aveva mai avuto fede nelle medicine. Tranne qualcuno che lo denunciò per truffa, la maggior parte dei suoi pazienti gli rimasero fedeli.
Jennings influenzò enormemente Russel T. Trall, James Caleb Jackson, Robert Walter, Charles E. Page e Felix Oswald.

## Opere
- 1847. Riforma medica (Medical Reform)
- 1852. La filosofia della vita umana (The Philosophy of Human Life)
- 1862. L'albero genealogico della degenerazione umana (Tree of Life of Human Degeneracy)